# Bandolerismo

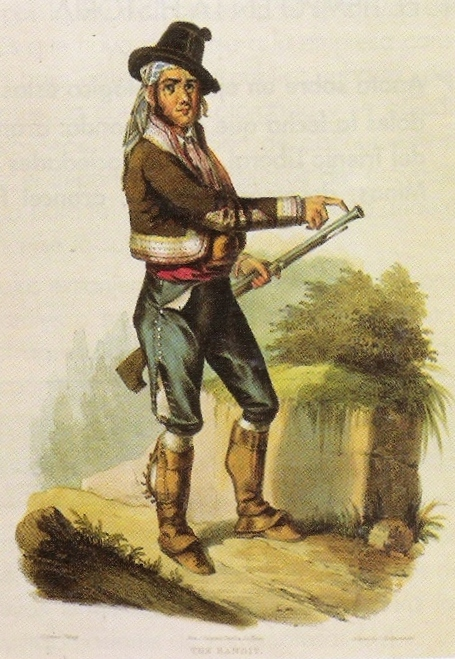
Bandolero andaluz arquetípico en una litografía de 1836

Un bandolero (también llamado bandido, encartado, brigante, facineroso, salteador de caminos, fugitivo, cuatrero, malhechor, proscrito o forajido) era un ladrón armado que se dedicaba al contrabando, al abigeato y al secuestro. Por lo general, asaltaban a los viajeros en despoblados, bosques y caminos peligrosos de las montañas, lo que facilitaba su ocultación y dispersión. No solían actuar en solitario, sino organizados en "partidas" o "cuadrillas".

## Historia
El fenómeno del bandolerismo es universal y muy antiguo; se origina en regiones donde la miseria y la injusticia se han cebado especialmente con algunas personas, empobreciéndolas y arrojándolas en brazos del contrabando, el robo o el crimen, lo que generaba una forma más o menos colectiva de saqueo organizado que incluía también delitos como el asalto, el secuestro y la vendetta. Se trata del llamado bandolerismo social, definido por Eric Hobsbawn:

En la montaña y los bosques bandas de hombres fuera del alcance de la ley y la autoridad (tradicionalmente las mujeres son raras), violentos y armados, imponen su voluntad mediante la extorsión, el robo y otros procedimientos a sus víctimas. De esta manera, al desafiar a los que tienen o reivindican el poder, la ley y el control de los recursos, el bandolerismo desafía simultáneamente al orden económico, social y político. Este es el significado histórico del bandolerismo en las sociedades con divisiones de clase y estados.
(Bandidos: Barcelona: Crítica, 2001, p. 19)

Otras veces eran militares mercenarios o desertores extranjeros que se dedicaban a vivir sobre el terreno hasta que encontraban un mejor acomodo; por ello se situaban en la tierra de nadie de la Reconquista española (véase Golfines) o se daban justificación engrosando las partidas guerrilleras del carlismo o de otra cualquier ideología recusada por el oficialismo. En la terminología del siglo XIX, se denominaba a este tipo de bandoleros con un gramo de ideología política latro-facciosos.
Los griegos conocieron a bandoleros como Esciro y Procusto. Una carta del historiador Asinio Polión dirigida a Cicerón desde Corduba (Epist., X, 31, 1) alude ya a Sierra Morena como una región plagada de bandoleros que interceptan el correo. En el siglo I a. C. Octavio Augusto se enfrentó al bandolero cántabro Corocotta, y Tito Livio cuenta también cómo había numerosos salteadores de caminos que asediaban las caravanas mercantiles en la Bética (XXVIII, 22). En la península itálica, un epigrama, el más antiguo de los dísticos atribuidos a Virgilio, informa sobre un salteador de caminos, Balista, que fue apedreado hasta la muerte y, según narra Dion Casio, un tal Bulla Felix se adueñó del trayecto entre Roma y Brindisi en tiempos del emperador Septimio Severo, hacia el año 200 d. C., y llegó a reclutar una cuadrilla de hasta seiscientos bandoleros, manteniendo en jaque durante dos años a las tropas que los perseguían. De este personaje se cuentan golpes y latrocinios de gran audacia y numerosos asaltos a viajeros, de una forma tal que recuerda a la historia de bandoleros más modernos.
Durante las invasiones bárbaras y la crisis del poder imperial, el fenómeno se recrudeció en Occidente y hubo guerras en el siglo V contra los llamados Bagaudas en Francia y España. Si se hace caso omiso de la fértil historia del bandidaje en la Edad Media, en la que se puede citar entre los rombritters alemanes a Wolf de Warrstein y a los golfines de La Mancha, que llegaron a suscitar con el tiempo en este territorio incluso una específica policía denominada Santa Hermandad vieja, existieron famosos bandoleros en las montañas de Escocia y los caminos de Inglaterra, los llamados highwaymen, como Dick Turpin o John Nevison, entre otros outlaw o forajidos (del latín fora exitus, "expulsados fuera"); en Francia también los hubo, como los brigants u hors-la-loi. Especialmente famoso fue Louis Dominique Bourguignon, "Cartouche", durante el siglo XVIII, pero también Mandrin o Claude Duval, y asimismo en la Italia meridional (Nino Martino, Marco Berardi, Marco Sciarra, Angelo Duca, Fra Diavolo y Carmine Crocco); en la Serbia invadida por los turcos otomanos se llamaban hajduks y protagonizaban canciones y leyendas épicas; en todo caso, siempre en épocas de guerras, hambrunas, epidemias, revoluciones o crisis.
En tierras musulmanas también cundió esta plaga, con personajes como Ibn Hamdun, Alí al Tanuji o Imran b. Sahin, entre otros muchos. El fenómeno se reprodujo en el Nuevo Mundo: en los Estados Unidos son célebres p. ej. Joaquín Murrieta, Billy el Niño, los hermanos Jesse y Frank James y los Dalton. En Japón, la posición social del bandolero estaba desmarcada: unas veces eran ninja y otras ronin; el más famoso fue, sin duda, el ronin Ishikawa Goemon, personaje habitual del teatro kabuki.
Al mismo tiempo que todos estos forajidos realizaban sus fechorías, se creaba alrededor de ellos una cierta aura de leyenda que se aumentaba mediante algunos géneros literarios como la biografía criminal, la novela picaresca, las jácaras o los llamados romances de guapos de la literatura de cordel, comunes en los siglos XVII, XVIII y XIX, llegando a ser particularmente famosos algunos, como los siete romances consagrados al bandolero Francisco Esteban "el Guapo". Los ilustrados, empero, rechazaban estas manifestaciones de la literatura popular por ofrecer modelos al pueblo de delincuencia y mala vida que gente de poca instrucción y escasa moral podía seguir.

## El bandolerismo en España

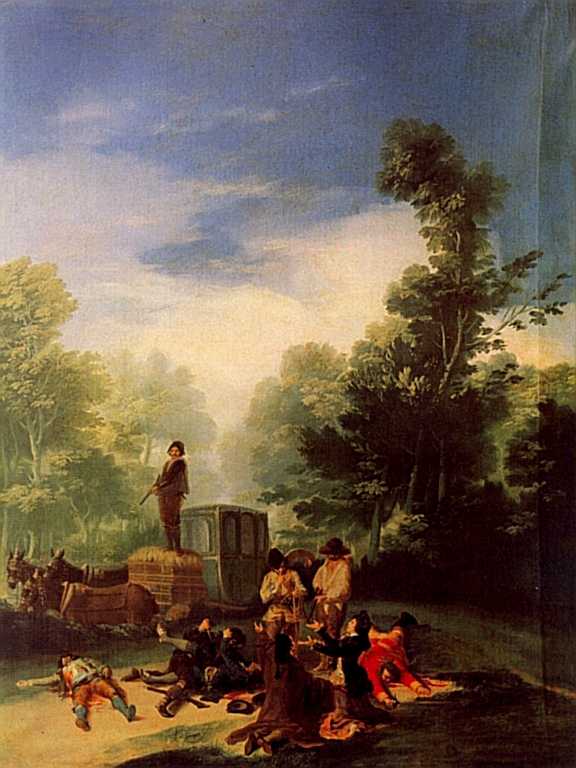
Asalto al coche, de Francisco de Goya.

En España hubo cinco focos endémicos de bandolerismo: Andalucía, Extremadura, Cataluña, Galicia, y los Montes de Toledo.
Aparte de los mencionados precedentes de época romana, en España tratadistas musulmanes como Ibn Abdun daban consejos para reprimir el bandolerismo que se desarrollaba en los alrededores de Sevilla. Las Siete Partidas contienen leyes para proteger a los mercaderes que son frecuentes víctimas de estos delincuentes, llamados por entonces bandidos, por haber sido pregonados en algún bando de busca o captura, forajidos, por haber sido expulsados o huidos de alguna ciudad, relegados, acotados o encartados. Salteador viene de saltus, "bosque" en latín, porque era el lugar preferido para sus fechorías, aunque era lo más común que sus acciones se desarrollasen en las montañas, donde entraban en connivencia con algunos venteros que ojeaban a las víctimas de más caudal y menos escolta y avisaban para que estuvieran esperando a la comitiva o diligencia en algún paso estrecho entre peñas. Enrique II quiso fortalecer estas leyes con disposiciones contra los encubridores en 1369, ley ratificada en 1471, por lo general venteros, posaderos, chalanes, cuatreros, prostitutas, contrabandistas, ermitaños o incluso merinos y corchetes asociados a los bandidos, por no citar a los mismísimos nobles, con frecuencia hidalgos pobres, antiguos soldados u hombres de armas comidos o apurados por las deudas: Juan I y Juan II se enfrentaron contra estos poderosos que encubrían malhechores, y que con frecuencia constituían los niveles más altos de asociaciones criminales organizadas como La Garduña, nacida en Toledo y con versiones en Sevilla y otras grandes ciudades del imperio español, incluido el Reino de Nápoles y su sucesor el Reino de Dos Sicilias, donde operaban los antecedentes de la Camorra napolitana, la Cosa Nostra siciliana y la 'Ndrangheta calabresa.
Los llamados Banderizos eran dos linajes de hidalgos vascos, los Oñaz y los Gamboa, que anduvieron enfrentados en guerra mutua durante los siglos XIII, XIV y XV y frecuentemente recurrieron al pillaje y al saqueo de las villas y pueblos que no les eran asociados, aunque el pretexto superficial era el "más valer" hidalgo; similares guerras privadas se dieron en Álava entre los Mendoza y los Guevara; en Vizcaya entre los Múgica y los Avendaño y en Navarra entre los Beaumonteses y los Agramonteses. También había salteadoras femeninas o serranas. El fenómeno era tan grave en La Mancha que suscitó una reacción social, al fin, cuando una banda denominada los Golfines aterrorizaba la meseta sur en la Baja Edad Media, lo que dio lugar al nacimiento de la primera guardia civil moderna, la llamada Santa Hermandad vieja de Toledo y Ciudad Real, que tenía su centro de ejecuciones por asaeteamiento en la localidad ciudadrealeña de Peralvillo.
En España y durante el siglo XVI hubo dos grandes focos de bandolerismo, el andaluz y el catalanoaragonés; el mismo Fernando el Católico organizó una campaña contra los bandoleros de Aragón en 1515. Muchos de ellos, tanto en Aragón como en las Alpujarras (los monfíes), eran moriscos, como los hermanos Lope y Gonzalo Xeniz; el fenómeno se reprodujo también en la piratería marítima, porque muchos piratas moriscos asediaron las costas mediterráneas de España, sobre todo tras la llamada expulsión de los moriscos en 1609 por Felipe III; muchos de ellos se dedicaron a asaltar los puertos mediterráneos y atlánticos de su antiguo país, como por ejemplo el pirata Amurates.
También fueron célebres Lucas de Burgos "el afanador de Cabra", Pero Vázquez de Escamilla y otros. Era habitual despeñar a sus víctimas en barrancos hondísimos para que no quedara huella alguna de los crímenes. En Cataluña y en el siglo XVI actuaban Antonio Roca, Testa de Ferro y Perot Rocaguinarda, rememorado por Cervantes, y, ya en el siglo XVII, Joan Sala i Ferrer, apodado "Serrallonga". Muchos de estos bandoleros catalanes fueron en realidad instrumentos del clan popular de los Nyerros o Nyarros en su lucha privada contra el clan aristocrático de los Cadells. Con el tiempo, estos bandoleros catalanes fueron denominados en catalán y castellano trabucaires. En La Mancha, donde tuvieron sus correrías medievales los Golfines, hubo a mediados del siglo XVII un tal Pedro Andreu o Perandrés de origen valenciano que con una cuadrilla de treinta hombres y aunque dejaba a sus presas el suficiente dinero para seguir su camino y pagaba donde se alojaba, según José Pellicer, fue autor de una venganza terrible contra un médico de Cuenca. También en La Mancha, pero en el siglo XVIII, la banda de los tres hermanos Juanillones se conchabó para repartir beneficios con un escribano de Toledo, que luego los traicionó y fue asesinado por la novia de uno de ellos. Ya en Extremadura y en el siglo XVII se hizo famosa, incluso mítica, una feroz bandolera que actuaba sola y asesinaba a sus víctimas, La Serrana de la Vera, que inspiró romances y piezas teatrales; incluso hubo un género dramático especializado en este tipo de criminales, la Comedia de bandoleros.
Los cuatreros o ladrones de ganado, denominados vaqueros, actuaban sobre todo en torno a Ronda. Y también hubo bandoleras, generalmente conocidas como serranas, entre las cuales la más famosa, por sus secuelas literarias, fue sin duda La Serrana de la Vera de Plasencia. Cerca de Medina Sidonia actuaba el morisco Cristóbal de Salmerón, el cual mató a veintidós hombres, a quienes arrojaba a un pozo, y se fue a Tetuán como renegado. Vicente Espinel cuenta en su Marcos de Obregón (1618) que la cuadrilla de Roque Amador contaba con hasta trescientos miembros y era "la más mala canalla" de su tiempo. Al respecto ya empezaron a publicarse algunas obras monográficas que trataban el bandolerismo con alguna profundidad, como la del alcalde de las Guardas de Castilla y juez Pedro González de Salcedo, Tratado jurídico-político del contra-bando (Madrid: Diego Diaz de la Carrera, 1654), dedicada al Conde-duque de Olivares. Un lugar clásico para salteadores de caminos era Sierra Morena, ya desde el siglo I a. C., como se ha visto, y no en vano llegó a acuñarse la frase hecha de "váyase a robar a Sierra Morena".

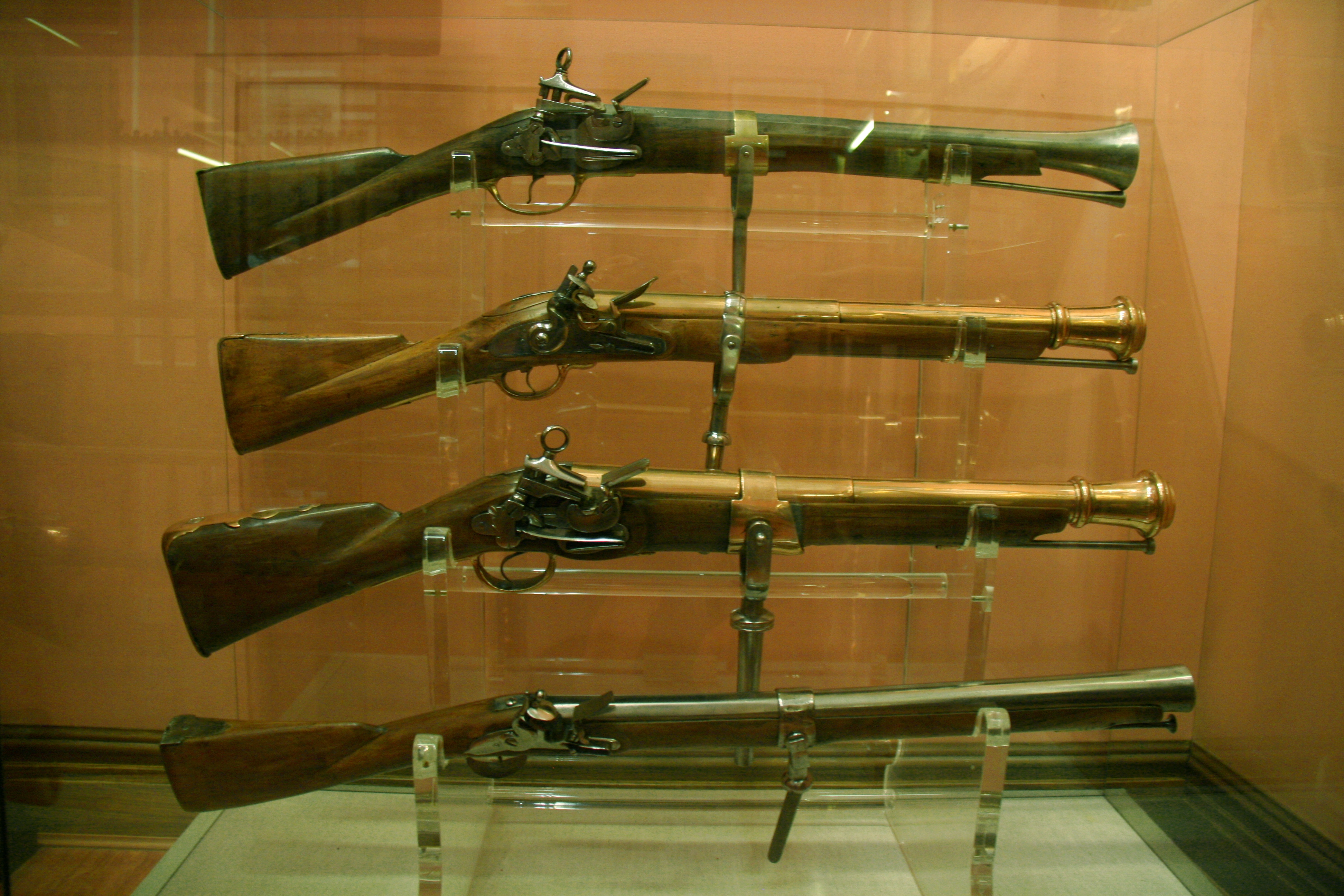
Trabucos, armas habituales entre los bandoleros españoles del.

El bandolerismo aparece sobre todo en España durante los siglos XVIII y XIX, especialmente en regiones como Andalucía, Castilla la Nueva o Cataluña. En el siglo XIX tuvo lugar el apogeo de este tipo de delincuencia, surgida de las cuadrillas de guerrilleros o brigantes en la Guerra de la Independencia que, al terminar, se encontraron sin poderse asimilar al ejército regular. El reinado de Fernando VII fue especialmente proclive a ello, cuando el ejército regular fue sustituido por los Cien Mil Hijos de San Luis, pagados por el monarca, que no se fiaba de su propio ejército y lo sustituyó por la milicia de los Voluntarios Realistas. Es la época de bandoleros como Juan Delgado, los siete niños de Écija, especializados en asaltar cortijos; Diego Padilla, más conocido como Juan Palomo, Jaime el Barbudo y José María Hinojosa, más conocido como el Tempranillo. Muchas partidas durante las guerras carlistas dieron lugar a un fenómeno parecido. Benito Pérez Galdós escribió que "sólo un gramo más de moral" servía para distinguir a un guerrillero de un bandolero, y con este nombre se conocía además en varios países iberoamericanos a todo tipo de bandidos, guerrilleros y asaltadores de caminos, entre los que destacó en su época anterior a la Revolución el mexicano Pancho Villa.

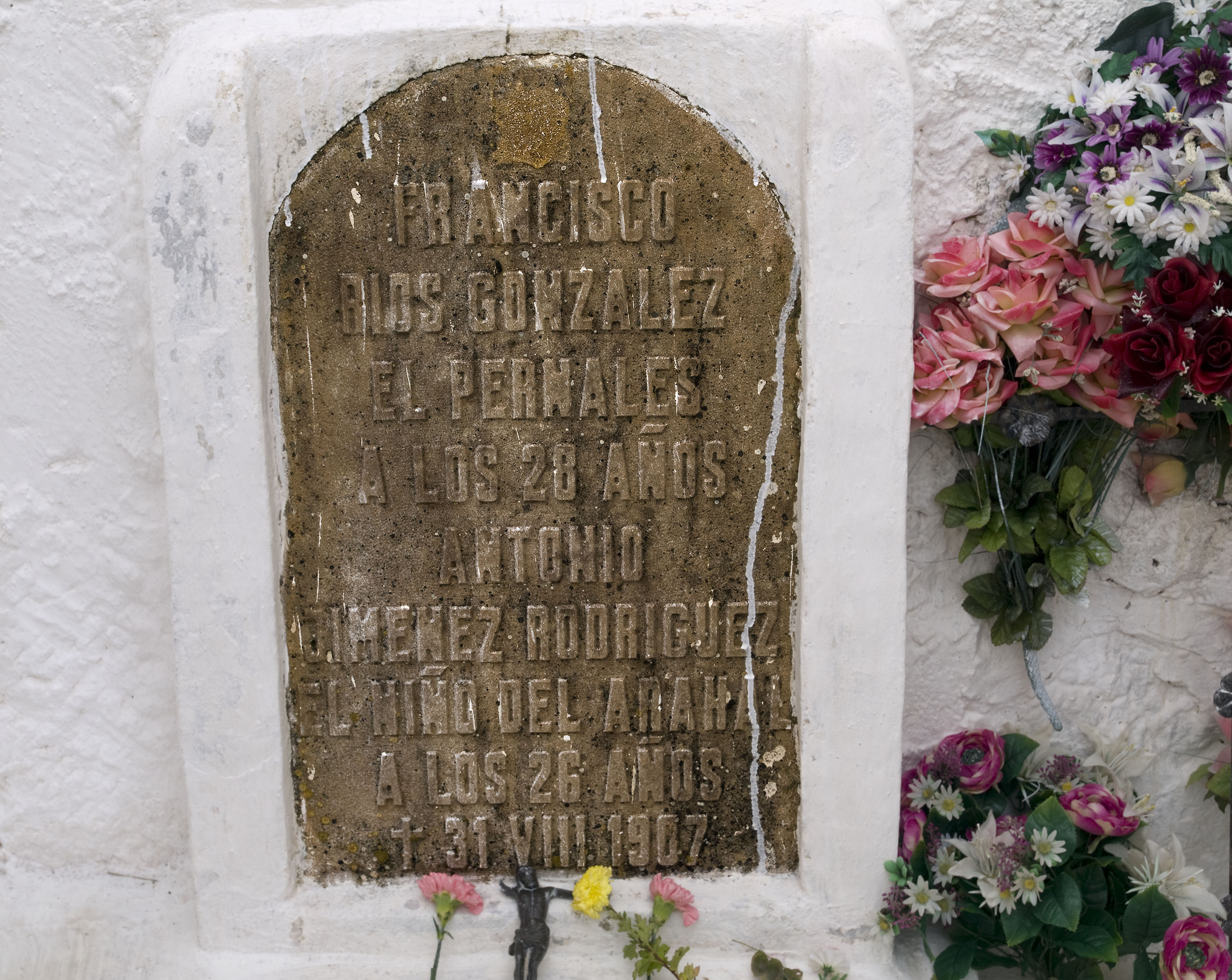
Tumba de El Pernales y El Niño del Arahal en Alcaraz.

Ejemplos de bandoleros son: El temido Tuerto de Pirón, Francisco Esteban; el madrileño Luis Candelas, famosísimo ladrón; Diego Corrientes Mateos, "el bandido generoso" inmortalizado por el más famoso drama de José María Gutiérrez de Alba (1848) y una novela de Manuel Fernández y González (1866); el Cristo, el Tragabuches, José María Hinojosa, más conocido como el Tempranillo, el Vivillo, que escribió sus propias memorias antes de suicidarse, El Pernales, el Cojo de Encinas Reales, Navarro el de Lucena, Caparota el de Doña Mencía, Pepe San Nicolás en la provincia de Cuenca, Orejita, Palillos, el Ciervo, Melgares, el Niño del Arahal, y muchos más a que no puede bastar cuenta cierta. El que es considerado como el último bandolero, Pasos Largos, murió el 18 de marzo de 1934.

### Bandolerismo en Andalucía
La práctica del bandolerismo en Andalucía se remonta prácticamente hasta la Antigüedad, y ello es debido tanto a la orografía andaluza (Sierra Morena, Despeñaperros, Serranía de Ronda)[cita requerida] como a distintos condicionantes socioeconómicos que se dieron a lo largo de los siglos. En la provincia de Cádiz se encuentra el peñón de Algarín, a cuya sombra se halla el poblado de El Gastor. Precisamente por la Serranía de Ronda y de Cádiz anduvo fugitivo Omar ben Hafsún, en el siglo IX, remoto precedente de los bandoleros del XVIII y XIX de la zona.
Algunos autores dan tres motivos por los que se dio el bandolerismo en Andalucía: El abandono por parte de las autoridades a la hora de reprimir esas actitudes marginales y la enorme distancia entre clases sociales. La comunicación entre Madrid, capital del reino, y Andalucía a través de Despeñaperros, lugar donde había que abandonar los carruajes para pasar a lomos de mulas por un tortuoso camino, favorecía el bandolerismo. Hasta la pragmática de 1760 de Carlos III en que ordena la construcción de una carretera, la zona estuvo dominada por los bandoleros.
Desde la Guerra de Independencia hasta la década de los ochenta del siglo XIX, se convierten en un problema para la burguesía y los aristócratas que habían usurpado las tierras al campesinado. Debido a las razias a las que sometían a los terratenientes, el pueblo andaluz los tiene en estima y proyecta en el bandolero sus sentimientos de venganza y justicia. En 1813, durante la Guerra de Independencia, las leyes de las Cortes de Cádiz convierten en guerrillero a los bandoleros e incluso le da tierras, pero la llegada del Absolutismo hace que no se cumplan dichas leyes.
El fin del bandolerismo andaluz se dio a fines del siglo XIX, con las medidas adoptadas por el gobernador civil de Córdoba (con ciertos poderes sobre Sevilla y Málaga) Julián Zugasti y Sáenz a partir de 1870 (véase su El bandolerismo: Estudio social y memorias históricas, 1876-1880), y en los primeros años del siglo XX, en parte debido a la aparición del telégrafo y el ferrocarril y a la presión que sobre ellos ejerció la Guardia Civil mediante una demasiado amplia interpretación de la Ley de fugas.

## Los matreros del Río de la Plata
Se conoció como bandido rural o matrero a una clase de bandolero que existió en la zona del Río de la Plata, más precisamente en Argentina y Uruguay a fines del s. XIX y principios del XX y cuyas características son heredadas del gaucho,[cita requerida]siendo este su antecesor, cuyo modo de vida, por razones de fuerza mayor, se vio coartado. Surge como consecuencia de la incipiente modernización del medio rural que no permitía ya vagar libremente por la campaña, sino que los campos habían sido adjudicados a un dueño y alambrados y el otrora abundante ganado cimarrón pasaría a engordar las estancias de acaudalados terratenientes dejando afuera al gaucho que se vería forzardo al bandolerismo. Sus historias dotadas de romanticismo y heroísmo, y siendo tomados como expresión de resistencia a una época que marcaba el fin de los viejos tiempos.
Algunos casos famosos en la vida real son:
- Mate Cosido
- Juan Bautista Bairoletto
- Martín Aquino
- Isidro Velázquez
- El Ruano o Manta Ruana
- El Clinudo
- Santos Guayama

## Clases de bandoleros
Cristóbal Ramírez de Arellano tradujo y amplió un librito titulado Historia de los bandidos más célebres en Francia, Inglaterra etcétera, traducida del francés y adicionada con la de los más famosos bandoleros españoles (Córdoba: Imprenta de Noguer y Manté, 1841). En esta obra distingue tres tipos de bandoleros:
- Guapos o valentones, que hacen alarde temerario de un arrojo imprudente, no respetando, como se dice vulgarmente, ni Rey ni Roque, creando sus propios valores fuera de la ley y buscando aventuras y peligros; son por lo general caballeros que venían a ser públicos asesinos, y son los recogidos en los romances de guapos. Por ejemplo, El Tuerto de Pirón, Crispín Sosa , Pedro Salinas natural de Jaén, Aquilino Benito Pérez, Curro Escamilla, Miguel Ramírez de Lucena entre otros.
- Contrabandistas. Se abstenían de matar si no era impelidos por la necesidad, como Francisco Esteban, natural de Lucena, Pedro Zambomba, de Encinas Reales, El Madrileño, o Curro López, zapatero de Jerez de la Frontera.
- Ladrones famosos. El Tuerto de Pirón, Jaime el Barbudo, Melchor el Extremeño, el judío canario Pablo Jerónimo "Jero el Bandolero", el Rubio de Espera, José María El Tempranillo, Antonio Díaz, el Renegado, el Chato Pedrosa de Benamejí y los siete niños de Écija.

## El bandolerismo en la ficción
Lejos de la violenta realidad, normalmente, la literatura, la televisión, el cine y más adelante los videojuegos han dado una visión romántica del bandolero, similar a lo que sería en la tradición anglosajona la figura de Robin Hood. Dan la imagen del bandolero que roba con un fin social (bandidos sociales), siguiendo el lema clásico de robar al rico para darle lo robado al pobre, o sea, una forma a las bravas de hacer un reparto equitativo de la riqueza. En este sentido, el bandolero es un héroe popular, ejemplificado en la historia de Diego Corrientes. Los rasgos más destacados de los bandoleros son la gran habilidad mental y física.
Un ejemplo de bandolero en literatura es el bandolero que aparece en Don Quijote de la Mancha, Roque Guinart. Otro ejemplo es la serie de televisión española Curro Jiménez, emitida por primera vez en TVE en 1976 y que narraba las aventuras de un grupo de bandoleros en la Andalucía del siglo XIX, inspirándose muy libremente en las andanzas de Andrés López, el barquero de Cantillana. En la misma comunidad autónoma tiene lugar una serie de dibujos animados llamada Bandolero, emitida en Canal Sur, que cuenta las aventuras de un bandolero andaluz. Más adelante, TV3 (televisión autonómica de Cataluña) y TVE han realizado una superproducción, Serrallonga, la llegenda del bandoler, estrenada en Cataluña el 5 de noviembre de 2008. Y en Antena 3 se emitió entre 2011 y 2013 la telenovela Bandolera.